# Maletoyvayamita
La maletoyvayamita és un mineral de la classe dels sulfurs. Rep el nom de la localitat tipus, el camp de Maletoyvayam, a Rússia.

## Característiques
La maletoyvayamita és un tel·lurur de fórmula química Au₃Se₄Te₆. Va ser aprovada com a espècie vàlida per l'Associació Mineralògica Internacional l'any 2019. Cristal·litza en el sistema triclínic.
L'exemplar que va servir per a determinar l'espècie, el que es coneix com a material tipus, es troba conservat a les col·leccions del Museu Mineralògic Fersmann, de l'Acadèmia de Ciències de Rússia, a Moscou (Rússia), amb el número de registre: 5369/1.

## Formació i jaciments
Va ser descoberta al jaciment de Gaching del camp de Maletoyvayam, al krai de Kamtxatka (Rússia), on es troba en forma de grans anèdrics d'entre 10 a 50 μm, tractant-se de l'únic indret de tot el planeta on ha estat descrita aquesta espècie mineral.